# Tomasz Piotr Kamiński
Tomasz Piotr Kamiński (ur. 1970 w Warszawie) – polski prawnik, doktor habilitowany nauk prawnych, nauczyciel akademicki Uniwersytetu Warszawskiego i Wojskowej Akademii Technicznej, specjalista w zakresie prawa międzynarodowego publicznego.

## Życiorys
Ukończył studia prawnicze na Wydziale Prawa i Administracji Uniwersytetu Warszawskiego. Tamże, w 2001, na podstawie napisanej pod kierunkiem Stefana Sawickiego rozprawy pt. Status poczty dyplomatycznej w świetle konwencji wiedeńskiej o stosunkach dyplomatycznych z 1961 roku otrzymał stopień naukowy doktora nauk prawnych w zakresie prawa, specjalność: prawo międzynarodowe. W 2018 na podstawie dorobku naukowego, a w szczególności monografii pt. Status zatok historycznych. Studium prawnomiędzynarodowe (Instytut Wydawniczy Europrawo Sp. z o.o., Warszawa 2018) uzyskał stopień doktora habilitowanego nauk prawnych w zakresie prawa.
W 2001 został nauczycielem akademickim na macierzystym Wydziale, gdzie zajmuje stanowisko adiunkta. W 2004 rozpoczął także pracę na Wydziale Bezpieczeństwa, Logistyki i Zarządzania Wojskowej Akademii Technicznej, gdzie jest zatrudniony na stanowisku profesora uczelni.
Jest autorem, współautorem i współredaktorem kilku monografii i opracowań podręcznikowych z dziedziny prawa międzynarodowego publicznego. Jest również autorem wielu artykułów naukowych i rozdziałów stanowiących części prac zbiorowych.
Jest członkiem powołanego przez International Law Association (ILA) w 2018 Komitetu ds. badania statusu kabli podmorskich i rurociągów w świetle prawa międzynarodowego (ILA Committee: Submarine Cables and Pipelines under International Law). W 2024 roku powołany w skład Doradczego Komitetu Prawnego przy Ministrze Spraw Zagranicznych.
W 2021 został wpisany na listę radców prawnych warszawskiej OIRP (nr wpisu WA-15500).